# Bezpečnostní informační služba

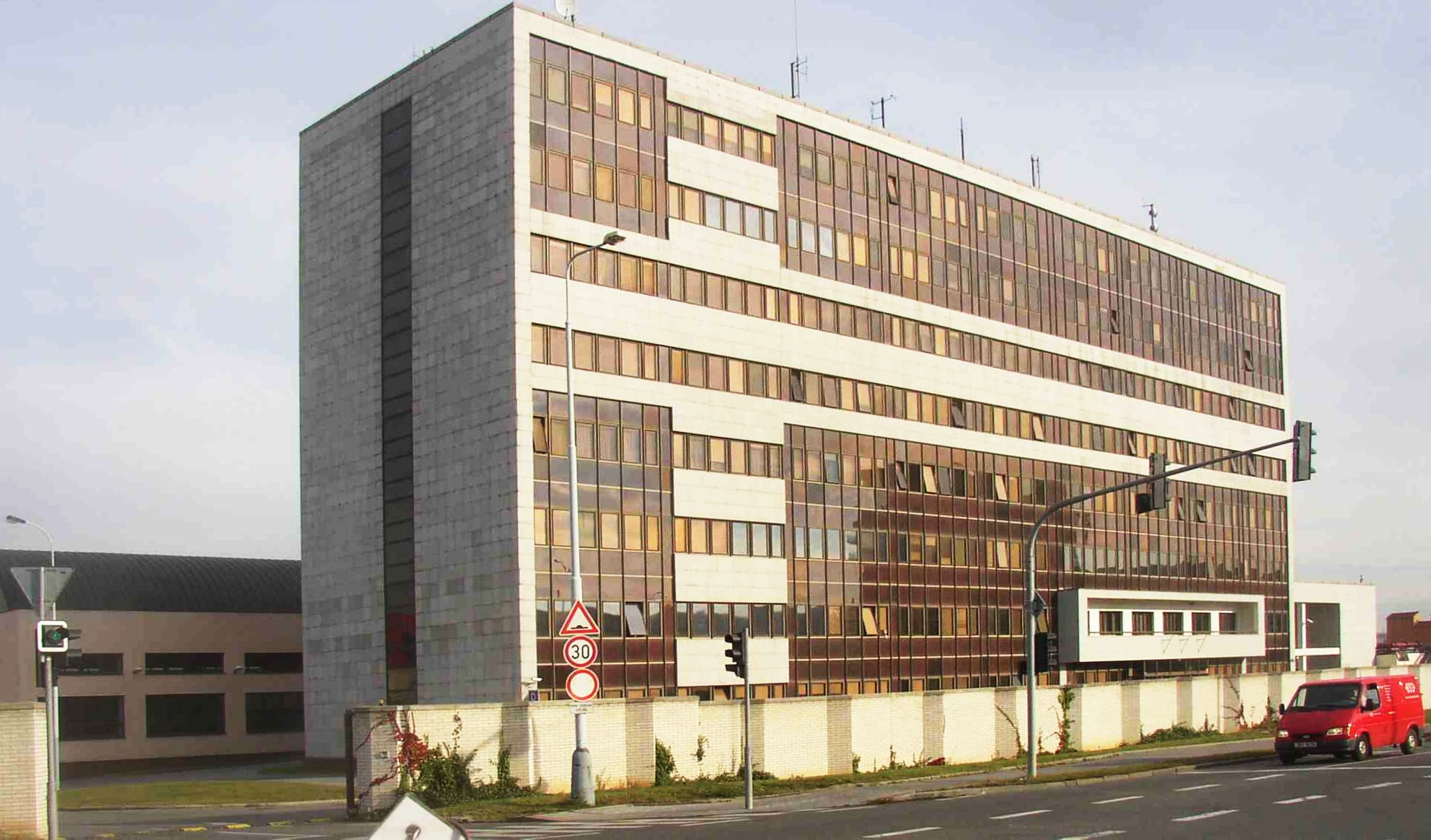
Sídlo Bezpečnostní informační služby v Praze-Stodůlkách

Bezpečnostní informační služba (BIS) je česká ozbrojená zpravodajská služba s vnitřním polem působnosti (kontrarozvědka). Tento bezpečnostní sbor získává, shromažďuje a vyhodnocuje informace důležité pro bezpečnost, ochranu ústavního zřízení, demokratických principů a významných ekonomických zájmů České republiky. Bezpečnostní informační služba vznikla 30. července 1994 na základě zákona č. 154/1994 Sb., o Bezpečnostní informační službě. Předchůdcem BIS byla v letech 1992–1994 Bezpečnostní informační služba České republiky (BIS ČR).
Za činnost BIS odpovídá vláda České republiky, která zároveň koordinuje její činnost. Oprávnění ukládat úkoly službě v mezích její působnosti náleží i prezidentu republiky s vědomím vlády. BIS nespadá pod žádné ministerstvo, je samostatným státním úřadem. Rozpočet služby je přímou součástí státního rozpočtu, v roce 2017 dosáhly reálné výdaje výše 1,65 miliardy Kč.
Příslušníci BIS jsou ve služebním poměru, který upravuje zákon č. 361/2003 Sb., o služebním poměru příslušníků bezpečnostních sborů. BIS měla v roce 2019 přibližně 1000 zaměstnanců. V čele Bezpečnostní informační služby stojí ředitel, kterým je od roku 2022 Michal Koudelka.

## Historie
V demokratickém Československu počátku 90. let 20. století fungovala od roku 1991 kontrarozvědná Federální bezpečnostní informační služba (FBIS). Vzhledem k rozpadu státu koncem roku 1992 zanikla i tato organizace. V Česku se jejím nástupcem stala nově zřízená Bezpečnostní informační služba České republiky (BIS ČR), která vznikla dne 24. listopadu 1992 na základě zákona České národní rady č. 527/1992 Sb., o Bezpečnostní informační službě České republiky. Tento právní předpis byl koncipován pouze jako dočasný, neboť jeho platnost byla omezena do konce roku 1993. Tehdy byla novelou č. 316/1993 Sb. prodloužena platnost zákona o BIS ČR o sedm měsíců, do 31. července 1994.
Definitivní podobu české kontrarozvědky přinesl zákon č. 153/1994 Sb., o zpravodajských službách České republiky, a zákon č. 154/1994 Sb., o Bezpečnostní informační službě, které byly Parlamentem České republiky schváleny 7. července 1994. S nabytím účinnosti těchto předpisů 30. července 1994 vznikla k tomuto dni Bezpečnostní informační služba (BIS), coby nástupce BIS ČR a české části FBIS.

## Vedení
V čele Bezpečnostní informační služby stojí ředitel, který je odpovědný vládě České republiky. Ředitel je jmenován vládou, a to po projednání ve výboru Poslanecké sněmovny Parlamentu České republiky příslušném ve věcech bezpečnosti, a odvoláván je rovněž vládou.
Ředitelem BIS je od 15. února 2022 Michal Koudelka. Ten vedl BIS původně již v letech 2016–2021, od srpna 2021 do února 2022 byl řízením služby pověřen.

## Činnost
Z povahy své práce a kvůli přísné ochraně identity svých zdrojů může zpravodajská služba informovat o své činnosti veřejnost velmi omezeně. Přesto existuje několik výjimek, které se dostaly do veřejného prostoru a byly službou s odstupem času potvrzeny. Dlouhodobě však ve svých veřejných výročních zprávách varuje před ohrožením českých institucí ze strany Ruska a Číny, která mají dle ní v této oblasti vyvíjet nepřátelské aktivity.
Výuka řidičů
Instruktoři BIS učí v rámci projektu Riders řídit vozidla v krizových situacích. Jejich žáky jsou příslušníci z ostatních českých ozbrojených složek, především z policie a armády. V roce 2019 fungovala spolupráce už dvacet let.
Zabránění raketovému útoku na rádio Svobodná Evropa
Policie zajistila v dubnu 2003, krátce po vypuknutí války v Iráku, na základě informací BIS na irácké ambasádě ruční protitankový granátomet RPG-7, čtyři útočné pušky AK-47, dva samopaly, jedenáct pistolí a tisíce kusů střeliva. Podle BIS mohly být zbraně zneužity k útoku na sídlo rádia Svobodná Evropa, které sídlilo v Praze v budově bývalého Federálního shromáždění a o které se irácké tajné služby zajímaly dlouhodobě.
Rozbití ruské špionážní sítě
Ředitel BIS Michal Koudelka v říjnu 2019 na bezpečnostní konferenci v Poslanecké sněmovně oznámil, že služba ve spolupráci s Národní centrálou proti organizovanému zločinu v roce 2018 odhalila a rozbila síť, kterou v Česku vytvářela ruská zpravodajská služba FSB.
Spolupráce s tureckou tajnou službou
BIS spolupracuje s tureckou Národní zpravodajskou organizací v boji proti terorismu. Kontakty mezi českými a tureckými zpravodajci hrály velkou roli při propuštění Markéty Všelichové a Miroslava Farkase, kteří byli v roce 2017 v Turecku odsouzeni k více než šesti letům vězení za spolupráci s kurdskými milicemi, které na severu Sýrie v Rojavě válčily s Islámským státem.

### Náplň činnosti
BIS smí získávat pouze informace, které se týkají:
- terorismu
- bezpečnosti nebo významných ekonomických zájmů státu
- činnosti cizích zpravodajských služeb na našem území
- záměrů nebo činů mířících proti demokratickým základům, svrchovanosti a územní celistvosti ČR
- extremismu
- organizovaného zločinu
- ohrožení utajovaných informací
- kybernetické bezpečnosti

BIS nemá žádné trestně-právní pravomoci. Spolupracuje s tuzemskými i zahraničními zpravodajskými službami, také s Policií ČR a dalšími státními úřady. Výjimečné postavení policejního orgánu má inspekce BIS, která vyšetřuje trestné činy příslušníků BIS. BIS je vojensky organizovaná, ozbrojená zpravodajská služba. Její příslušníci jsou oprávnění držet a nosit služební zbraň. Použít ji mohou ale pouze v mezích nutné obrany a krajní nouze, stejně jako kterýkoliv jiný občan.
BIS získává informace z otevřených zdrojů, z agenturní sítě (osoby jednající ve prospěch BIS – HUMINT), od ostatních zpravodajských služeb nebo zpravodajskými prostředky:
- zpravodajská technika (např. odposlech telekomunikací – SIGINT)
- sledování
- krycí doklady

Odposlechy telekomunikací BIS musí nejprve povolit předseda senátu Nejvyššího soudu ČR (maximálně na dobu 3 měsíců).
Sledování musí nejprve odsouhlasit ředitel BIS nebo jím pověřená osoba. Sledování se považuje za nejnákladnější a nejnáročnější zpravodajský prostředek, zároveň ale nejúčinnější.
Krycí prostředky a krycí doklady slouží k utajení skutečné totožnosti důstojníka BIS, jeho příslušnosti ke Službě a k utajení objektů a zájmů BIS. Krycím dokladem nesmí být nikdy použit průkaz:
- prezidenta republiky
- poslance nebo senátora
- člena vlády
- člena Nejvyššího kontrolního úřadu
- guvernéra České národní banky
- služební průkaz státního zástupce a soudce
- diplomatický pas
- jakýkoliv doklad žijící osoby

Fungování českých zpravodajských služeb se řídí zákonem č. 153/1994 Sb. o zpravodajských službách ČR. BIS zřizuje zákon č. 154/1994 Sb. o Bezpečnostní informační službě. Služební poměr příslušníků BIS se řídí zákonem č. 361/2003 Sb. o služebním poměru příslušníků bezpečnostních sborů. Důležitým prvkem pro utajenou činnost zpravodajské služby je zákon č. 412/2005 Sb. o ochraně utajovaných informací a o bezpečnostní způsobilosti. K plnění svých úkolů je BIS oprávněna spolupracovat s ostatními zpravodajskými službami ČR (ÚZSI a VZ). Zákon č. 153/1994 Sb. tuto spolupráci v § 9 podmiňuje dohodami uzavíranými mezi zpravodajskými službami se souhlasem vlády. Spolupráci se zpravodajskými službami cizí moci může BIS podle § 10 zákona č. 153/1994 Sb. uskutečňovat pouze se souhlasem vlády.

## Znak

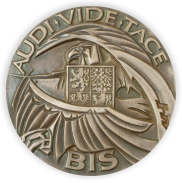
Znak BIS

Znak BIS vznikal v letech 1991–1992, kdy bylo zřejmé, že rodící se zpravodajské službě je třeba dát do vínku i vhodnou symboliku. Světlo světa spatřil v atelieru výtvarníka Jana Glozara, tehdy jako odznak Federální bezpečnostní informační služby. Podkladem pro jeho ztvárnění byla formulace několika základních požadavků: naznačení formy a metody práce, vyjádření státnosti, houževnatosti, bystrosti, ostražitosti, rychlosti a respektu.
Obraz znaku tvoří velký státní symbol umístěný na hrudi orlice, částečně překrytý jejím křídlem. V horní části je umístěn nápis „Audi, vide, tace“, v dolní části nápis „BIS“. Orlice vyjadřuje bystrost, ostražitost, houževnatost, rychlost a respekt, který ptačí říše bere na vědomí. Vlastnosti orlice doplňuje směrem k člověku zmíněné latinské heslo, které říká, že příslušník zpravodajské služby musí dobře naslouchat, dobře se dívat a mlčet. Jinými slovy musí dodržovat hlavní zásady zpravodajské práce. Velký státní znak konstatuje, že příslušník BIS je ve státních službách a jeho povinností je chránit státní zájmy. Poloha na hrudi (srdci) orlice symbolizuje nadřazení státních zájmů nad zájmy osobní. Částečné překrytí státního znaku křídlem vyjadřuje ochranu státnosti a ve spojení s obrazem orlice naznačuje, že za každým pokusem o narušení ochrany bude následovat postih.

## Služební slib
„Slibuji na svou čest a svědomí, že při výkonu služby budu nestranný a budu důsledně dodržovat právní a služební předpisy, plnit rozkazy svých nadřízených a nikdy nezneužiji svého služebního postavení. Budu se vždy a všude chovat tak, abych svým jednáním neohrozil dobrou pověst bezpečnostního sboru. Služební povinnosti budu plnit řádně a svědomitě a nebudu váhat při ochraně zájmů České republiky nasadit i vlastní život.“

## Výroční zprávy
Přestože většinu své práce musí BIS vykonávat utajeně – protože jedině tak může efektivně plnit zákonem uložené úkoly – nelze pominout, že je placena státem, tedy penězi daňových poplatníků. Občané mají právo vědět, jak pracuje a čím se zabývá. Za předpokladu, že není porušen zákon o ochraně utajovaných informací a o bezpečnostní způsobilosti (č. 412/2005 Sb.), neexistuje důvod, který by bránil BIS komunikovat s veřejností. K otevřenosti se Služba hlásí a odpovídáním na dotazy, poskytováním vyjádření a dobrovolným, vstřícným publikováním veřejných výročních zpráv (od roku 1996 do současnosti), ji konkrétně naplňuje. Bezpečnostní informační služba se při své práci neobejde bez podpory občanů. Pokud se kdokoliv domnívá, že má užitečné a relevantní informace, spadající do oblastí, kterými se BIS zabývá, může ji kdykoliv přímo kontaktovat. Služba na podporu veřejnosti spoléhá a přijímají ji pro ochranu bezpečnosti, demokracie a svobody.

## Kontrola a dohled
Kontrola činnosti Bezpečnostní informační služby se odehrává ve dvou rovinách – vnější a vnitřní. Vnější rovinu představuje kontrola vládou, která službu řídí, poslaneckou sněmovnou a Orgánem nezávislé kontroly zpravodajských služeb České republiky. Vnitřní kontrola je svěřena interním mechanismům, jejichž součástí je Inspekce (přímo podléhající řediteli BIS), Odbor vnitřní bezpečnosti a Skupina interního auditu.

### Vnější kontrola
Za činnost a koordinaci všech českých zpravodajských služeb odpovídá vláda. Pro tento účel si svým usnesením zřídila sedmičlenný Výbor pro zpravodajskou činnost, který je stálým pracovním orgánem Bezpečnostní rady státu. Předsedou výboru je premiér, místopředsedou ministr vnitra, členy jsou ministr zahraničí, ministr obrany a ředitelé Bezpečnostní informační služby, Úřadu pro zahraniční styky a informace a Vojenského zpravodajství. V dané oblasti je výbor též místem operativní meziresortní koordinace kontaktů a případné spolupráce se státními orgány.
Úkolem sněmovní kontroly je dohlížet, zda BIS při své práci neporušuje práva a svobody občanů. Pro dohled nad BIS si Poslanecká sněmovna dle zákona č. 154/1994 Sb. vytváří od roku 1994 (resp. 1992 dle předchozího zákona) zvláštní kontrolní orgán, kterým je Stálá komise pro kontrolu činnosti Bezpečnostní informační služby, jež má nejméně sedm členů, poslanců Parlamentu ČR.
Pětičlenný Orgán nezávislé kontroly zpravodajských služeb České republiky provádí na základě podnětu sněmovní Stálé komise pro kontrolu činnosti BIS kontrolu zákonnosti činnosti služby na území České republiky, včetně kontroly dodržování základních práv a svobod.

### Vnitřní kontrola
Kontrolní systém BIS stojí na třech základních pilířích. Prvním je konkrétní, jasně stanovená odpovědnost řídících pracovníků. Druhým je pověření garančních útvarů provádět nezávislou, pravidelnou kontrolu určených oblastí. Třetí pilíř představuje decentralizace zpravodajského výkonu mezi více vzájemně nezávislých subjektů. Zejména zmíněná decentralizace, která se týká informačního toku a práce s daty, včetně jejich archivování, má zamezit případnému zneužití operativních nástrojů. Vlastní kontrola se mj. soustřeďuje na oprávněnost zpravodajských úkonů a dodržování vnitřních předpisů, na čerpání peněz a na používání materiálně-technických prostředků.
Mechanismus vnitřní kontroly a dohledu je koncipován jako dynamický systém, který se aktualizuje a optimalizuje podle vývoje vnitřního a vnějšího prostředí. Cílem přitom není jen pouhé zjišťování chyb a nedostatků, ale i jejich prevence.

#### Inspekce
Inspekce – přesněji Odbor inspekce Bezpečnostní informační
služby – má uvnitř BIS zvláštní postavení. Je přímo podřízena řediteli BIS, pracuje oddělena od ostatních útvarů a podle trestního řádu má oprávnění fungovat jako policejní orgán. Zmíněné oprávnění se odvíjí od jejího hlavního poslání odhalovat a vyšetřovat přestupky a trestné činy příslušníků BIS. Inspekce může tedy vyšetřovat, zajišťovat stopy, získávat důkazy potřebné k objasnění konkrétního případu a v této souvislosti přímo spolupracovat s policií. Do náplně její práce patří také příjem a prověřování stížností a oznámení občanů na práci Služby.
Získá-li Inspekce informaci, že příslušník BIS spáchal trestný čin, využije své policejní oprávnění a rozběhne vlastní šetření. Pokud se podezření z trestného činu potvrdí, předá celou věc státnímu zástupci. Dojde-li Inspekce k závěru, že se o trestný čin nejedná, věc odloží. Zjistí-li, že událost má charakter přestupku, postoupí případ nadřízenému konkrétního příslušníka, který rozhodne o druhu a výši kázeňského trestu.
Inspekce ale nemá jen represivní roli. Funguje také jako klasický kontrolní útvar. Podle zpracovaných plánů – a operativně podle požadavků a zadání ředitele Služby – se věnuje řadě činností, jako je např. kontrola nasazování zpravodajské techniky, správného vedení svazků, čerpání pohonných hmot, používání služebních aut apod. Nezanedbatelná je i její právní pomoc, poskytovaná příslušníkům BIS, kteří se ocitnou ve složitých životních situacích.

#### Odbor vnitřní bezpečnosti
S určitou dávkou zjednodušení lze Odbor vnitřní bezpečnosti označit jako „útvar obrany“. Jeho hlavním posláním je bránit Bezpečnostní informační službu před aktivitami a jevy, které mohou ohrozit nebo narušit její vnitřní bezpečnost. V tomto smyslu patří mezi jeho úkoly např. ochrana BIS proti případné infiltraci cizích zpravodajských služeb.
Odbor vnitřní bezpečnosti se také zaměřuje na odhalování postojů a činů, které odporují interním předpisům Služby a jsou neslučitelné s postavením zpravodajského důstojníka. Do jeho působnosti patří objasňování případných úniků utajovaných informací a bezpečnostní prověrky uchazečů o přijetí do BIS. V souladu se Zákonem o ochraně utajovaných informací prověřuje i příslušníky, kteří ve Službě už pracují a metodicky řídí operativní ochranu celé BIS.
V podstatě se existence a fungování odboru odvíjí od zákona o ochraně utajovaných informací, který ukládá Bezpečnostní informační službě plnit úkoly v oblasti personální, administrativní a fyzické bezpečnosti, v oblasti bezpečnosti informačních a komunikačních systémů a ve sféře kryptografické ochrany. Organizačně je tento odbor zařazen mezi útvary podřízené bezpečnostnímu řediteli, jehož status je na úrovni náměstka ředitele BIS.

#### Skupina interního auditu
Skupina interního auditu je funkčně nezávislý a organizačně oddělený útvar přímo podřízený řediteli Služby.
Rozsah působnosti skupiny je stanoven v organizačním řádu BIS a vnitřním předpisem. Právní úprava se odvíjí od zákona č. 320/2001 Sb., o finanční kontrole ve veřejné správě a o změně některých zákonů, a od jeho prováděcí vyhlášky č. 416/2004 Sb. Některé vnitřní finanční kontroly provádějí též odborné útvary BIS.

## Služební medaile

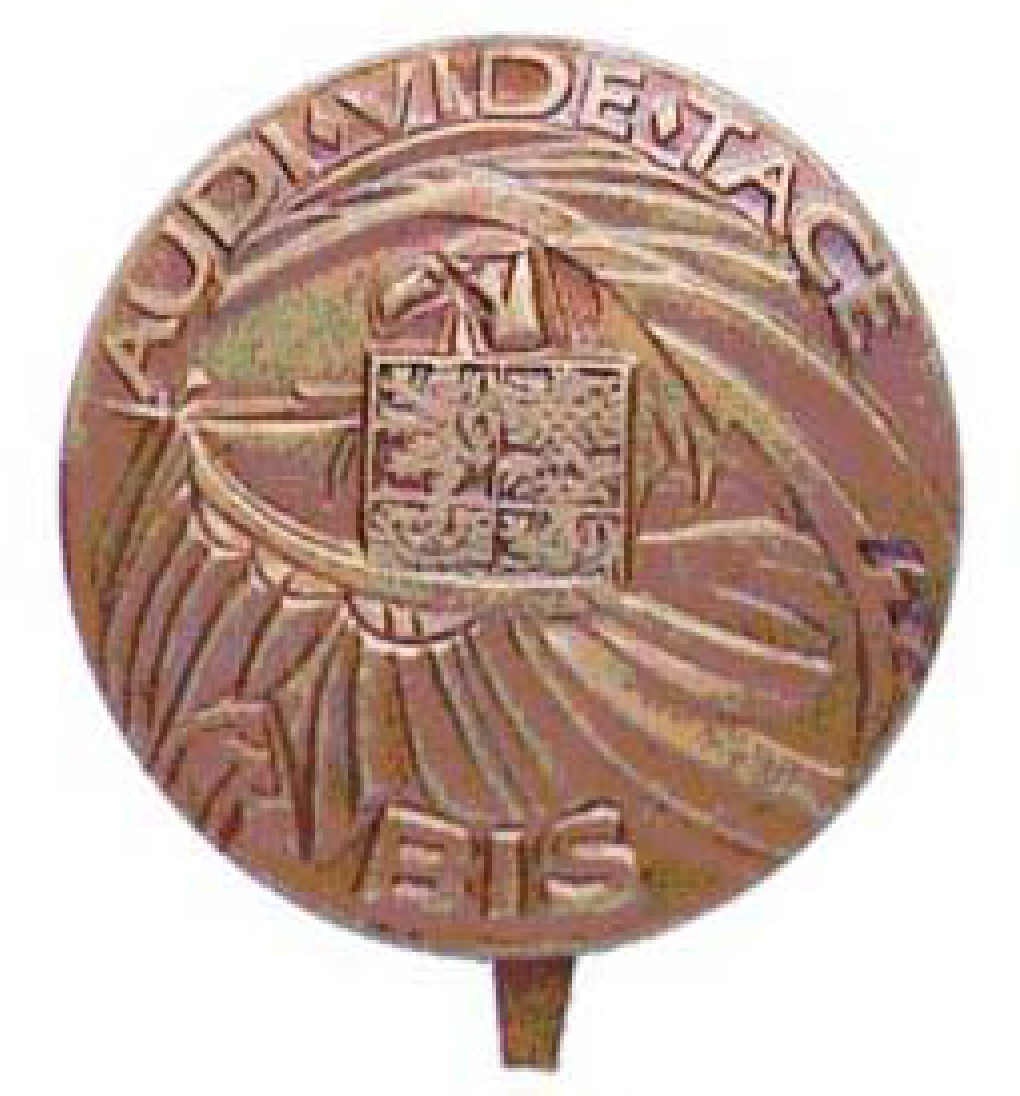
Medaile Za zásluhy o bezpečnost BIS

Podle vyhlášky Ministerstva vnitra č. 433/2004 Sb. uděluje Bezpečnostní informační služba svým příslušníkům jednu služební medaili, a to medaili Za zásluhy o bezpečnost I., II. nebo III. stupně.

## Ocenění
Ředitel BIS Michal Koudelka obdržel v březnu 2019 od CIA Tenetovu cenu za zahraniční spolupráci. Koudelka uvedl, že „Toto nejvýznamnější ocenění, které CIA dává, beru nejen jako ocenění své práce, ale především jako ocenění práce BIS.“
V říjnu 2020 uvedl premiér Andrej Babiš, že je s prací Bezpečnostní informační služby i jejího ředitele Koudelky dlouhodobě spokojen. Podobně se tentýž měsíc vyjádřila Stálá komise pro kontrolu činnosti Bezpečnostní informační služby Poslanecké sněmovny Parlamentu České republiky.

## Kritika a kontroverze
Senátor Jaromír Štětina obvinil v roce 2011 Bezpečnostní informační službu, že se ho snažila zastrašovat a organizovala proti němu kampaně, protože disponoval dokumenty o protiprávní činnosti BIS v kauze bývalého příslušníka BIS a disidenta Vladimíra Hučína. Podle Štětiny BIS zneužívala své spolupracovníky a agenty k diskreditační kampani proti jeho osobě.
Při veřejných soudních procesech s několika agenty, které BIS obvinila, že podváděli při služebních jízdách s fakturami za benzin, rozvědka nebyla schopná zajistit utajení identity obviněných agentů a ani dalších agentů, kteří vystupovali jako svědci. Při veřejně přístupném procesu došlo k odhalení jmen, hodnosti, funkcí a oddělení včetně popisu evidence dokladů. Byly prozrazeny také metody práce BIS. Jeden z obviněných agentů spáchal sebevraždu. Bývalý ředitel BIS Karel Randák v roce 2015 prohlásil, že jestli byly prozrazeny osobní údaje zpravodajců, kteří v BIS pracují v takzvané sledce, „je to katastrofa.“
Ve své veřejné výroční zprávě za rok 2017 BIS varovala, že vliv sovětské verze moderních dějin a proruského panslovanství na výuku historie, českého jazyka a literatury na českých školách je součástí ruské hybridní strategie. V lednu 2019 se kvůli výuce historie na školách s ředitelem BIS Michalem Koudelkou sešel ministr školství Robert Plaga. Prezident Miloš Zeman na to reagoval slovy: „Nevím, proč by se do této diskuse měla vměšovat i tajná služba, to ani Státní bezpečnost neměla takovou drzost, aby radila, jak se má učit dějepis.“ Koudelka posléze přiznal, že formulace sdělení ve výroční zprávě nebyla „příliš šťastná“, byť jeho „podstata […] byla jasná“. Zároveň uvedl, že po zveřejnění komentáře začala na BIS útočit kampaň, kterou podle něj začaly proruské dezinformační weby.
V dubnu 2020 zveřejnil časopis Respekt komentář novináře Ondřeje Kundry, který tvrdil, že podle nejmenovaných zdrojů přicestoval do Česka muž s ruským diplomatickým pasem, který s sebou přivezl jed ricin. BIS údajně obdržela informaci o obsahu jeho zavazadel ve formě dopisu od anonyma. Po zveřejnění článku v Respektu podala BIS trestní oznámení kvůli nezákonnému prozrazení utajované informace, o které kromě BIS a policejního prezidenta věděli pouze premiér, ministr vnitra a ministr zahraničí. O celé kauze agenta s ricinem panovaly pochybnosti. Podle BIS české bezpečnostní složky reagovaly na „cíleně smyšlenou informaci“ vypuštěnou jedním z pracovníků ruského velvyslanectví v Praze, za kterou měl údajně stát osobní spor mezi dvěma ruskými diplomaty. Česká vláda proto v reakci na tuto provokaci na začátku června 2020 vyhostila dva ruské diplomaty ze země.

### Kritika Miloše Zemana
Od roku 2018, po otravě Sergeje a Julije Skripalových ve Velké Británii, začal práci Bezpečnostní informační služby pod vedením ředitele Michala Koudelky soustavně kritizovat prezident Miloš Zeman. Ten také udržuje dobré vztahy s ruskými a čínskými představiteli a je příznivcem silné ekonomické spolupráce s Čínou, přičemž podle BIS jsou právě z těchto zemí vyvíjeny vůči českým institucím nepřátelské aktivity. Celkem šestkrát nevyhověl návrhu Vlády ČR jmenovat ředitele BIS Michala Koudelku do hodnosti brigádního generála, naposledy v roce 2021.
V roce 2018 Zeman kritizoval práci BIS ohledně islámského terorismu. Podle jeho názoru služba ignorovala hrozbu Islámského státu a islámského terorismu v Česku a včas neodhalila činnost pražského imáma Samera Shehadeha, místopředsedy Muslimské obce v Praze, který byl obviněn a následně 20. dubna 2021 odsouzen na celkem 14,5 let vězení za pomoc k účasti na teroristické organizaci Fronta an-Nusrá a financování terorismu (dostával peníze od ambasády Saúdské Arábie v Praze). Prezident prohlásil: „Jsou to čučkaři. Protože tam, kde mají najít teroristu, a on opravdu existoval, a ostatně i Národní centrála pro odhalování organizovaného zločinu říká, že u nás jsou teroristé, tam ho nenašla.“
Ve vysílání TV Barrandov dne 24. října 2019 uvedl: „Ať se pan Koudelka místo fiktivního honění ruských a čínských špionů zaměří na ekonomickou kriminalitu v České republice.“ Protikorupční agenda však nespadá do působnosti BIS a prezident tak vědomě uváděl nepravdivé informace. Zamlčel přitom, že BIS roku 2019 rozbila síť ruských špionů skrytých pod počítačovou firmou.
V říjnu 2020 Zeman prohlásil, že chce premiéru Babišovi předat o Koudelkovi materiál, který má být Zemanovým argumentem proti jmenování ředitele služby do generálské hodnosti. Tento materiál veřejně spojil s bývalým ředitelem analytického útvaru BIS Jiřím Romem, který sám byl po roce 2000 vyšetřován kvůli údajnému napojení na ruské tajné služby. Rom měl ambice stát v čele BIS a po jmenování Michala Koudelky (2016) začal BIS kritizovat ve svých veřejných vystoupeních. Roku 2019 proběhla reorganizace, která analytický útvar přeřadila pod náměstka pro operativní činnost a Rom tak ztratil přístup do nejužšího vedení. Rom poté požádal o uvolnění ze služby a v roce 2020 začal pracovat v Kanceláři prezidenta republiky.